# All the Right Wrongs
All The Right Wrongs é o primeiro EP da cantora e atriz norte-americana Emily Osment. Foi lançado em 26 de outubro de 2009 pela Wind-Up Records, contendo seis faixas, das quais duas foram lançadas como singles. Emily co-escreveu todas as cançoes do EP, e os trabalhos no EP começaram em meados de 2008, durante as filmagens de episódios da série Hannah Montana da Disney Channel.

## Antecedentes
Osment começou a trabalhar no álbum em meados de 2008, em todo o tempo filmando para a segunda temporada da série da Disney Channel Hannah Montana. Ao ser entrevistada nos bastidores do Grammy 2008, Osment afirmou que ela estaria trabalhando em um próximo projeto, presumivelmente para o seu álbum de estréia.
Osment mais tarde afirmou que o extended play será lançado pela Wind-Up Records em 27 de outubro de 2009. Osment mais tarde descreveu sua música como definitivamente pop, mas com um rock alternativo de ponta. Ela tem colaborado em músicas com Max Collins, Toby Gad, Tom Higgenson, Tony Fagenson e Mandi Perkins. Em 18 de setembro de 2009, Osment postou a lista de músicas para o álbum em sua página oficial do Twitter.

## Composição
All The Right Wrongs deriva principalmente dos gêneros de rock, rock alternativo e indie rock, incorporando temas teen-pop. As músicas do álbum tem sido comparada a artistas como Alanis Morissette e Radiohead, que são dois das maiores inspirações musicais de Osment. "All the Way Up" tem sido chamado de uma canção "divertida" que faz você querer "se levantar e dançar." "Average Girl" também foi aceita pelos críticos como uma faixa de destaque no álbum, afirmando que ele mostra a habilidade vocal de Osment perfeitamente. "Found Out About You" tem sido comparado a lançamentos recentes da cantoraP!nk, e a batida da música tem sido elogiada. A letra de "I Hate the Homecoming Queen" fala sobre a garota popular que normalmente domina o ensino médio. A música tem sido chamado elogiada por alguns críticos, enquanto outros têm a chamado de "chata" e "imatura". "You Are the Only One", o segundo single do álbum, tem sido também uma faixa de destaque no álbum, e se tornou a favorita entre os fãs. "What About Me", a faixa de encerramento, é a mais lento no álbum. Muitos críticos têm elogiado a música, chamando-o de "bonita e emocionante".

## Recepção da critica
| Críticas profissionais | Críticas profissionais |
| Avaliações da crítica  | Avaliações da crítica  |
| Fonte                  | Avaliação              |
| ---------------------- | ---------------------- |
| Allmusic               | [ 1 ]                  |

Allmusic deu ao álbum uma de avaliação menos estelar, afirmando que "depois de flertar com pop e country em suas primeiras gravações, Emily Osment sofreu uma reformulação rock & roll para seu EP de estréia, All the Right Wrongs. Sessões de composição com Eve 6 e Plain White T rendeu a suficiente roupagem punky para o disco, e sua transformação foi também reflectida por uma página no MySpace, que contou com Radiohead, Beck, Pixies, e outros que fazem parte de uma coleção de discos respeitosa."

## Singles
"All the Way Up" foi lançado como primeiro single do EP em 25 de agosto de 2009 alcançando a posição número 10º na Austrália e 76º no Canadá. O vídeo da música, dirigido por Roman Branco, foi lançado em 30 de novembro de 2010. O vídeo apresenta Osment, executando a canção em seu apartamento, enquanto os outros inquilinos escultam. A letra da canção fala de querer se libertar de algo, e se expressar.
"You Are the Only One" foi lançado como segundo single do álbum em 27 de fevereiro de 2010. O videoclipe apresenta Osment em pé na chuva com um guarda-chuva, enquanto canta a canção, depois ela encontra seu namorado traindo-a em uma festa. A musica não conseguiu adentrar em nenhuma parda musical, se tornando um fracasso comercial, entretanto, teve execuções na Rádio Disney, chegando ao número 3 no Top30. Originalmente, "You Are the Only One" foi concebido para ser lançado como o primeiro single do álbum, mas foi abandonada devido a vontade de Osment em lançar "All the Way Up" como carro chefe do EP.

## Faixas
| All the Right Wrongs – Edição padrão |                               |                                                       |         |  |
| N.º                                  | Título                        | Compositor(es)                                        | Duração |  |
| 1.                                   | "All The Way Up"              | Emily Osment, James Maxwell Collins, Anthony Fagenson | 3:11    |  |
| 2.                                   | "Average Girl"                | Osment, Thomas Higgenson                              | 3:24    |  |
| 3.                                   | "Found Out About You"         | Osment, Matthew Bair, Tim Pagnotta                    | 3:23    |  |
| 4.                                   | "I Hate the Homecoming Queen" | Osment, Fagenson, Collins                             | 2:43    |  |
| 5.                                   | "You Are the Only One"        | Osment, Fagenson, Collins                             | 2:56    |  |
| 6.                                   | "What About Me"               | Osment, Bair                                          | 3:42    |  |
| Duração total:                       | Duração total:                | Duração total:                                        | 19:22   |  |

| Faixas bônus Internacionais |                     |                           |         |  |
| N.º                         | Título              | Compositor(es)            | Duração |  |
| 7.                          | "One of Those Days" | Osment, Fagenson, Collins | 3:29    |  |
| 8.                          | "Unaddicted"        | Osment, Fagenson, Collins | 3:38    |  |

## Paradas musicais
| Parada (2009)                      | Melhor posição |
| ---------------------------------- | -------------- |
| Estados Unidos (Billboard 200)     | 117            |
| Estados Unidos (Heatseeker Albums) | 1              |